# Teodor Salparow
Teodor Salparow (bulgarisch Теодор Салпаров, englische Transkription: Teodor Salparov; * 16. August 1982 in Gabrowo) ist ein bulgarischer Volleyballspieler.

## Karriere
Salparow spielte bis 2004 bei ZSKA Sofia. Anschließend wechselte er in die russische Liga und spielte dort jeweils eine Saison bei VK Lutsch Moskau und ZSK Gazprom-Ugra Surgut. 2006 erreichte der Libero mit der bulgarischen Nationalmannschaft den dritten Platz bei der Weltmeisterschaft. Anschließend wurde er von VK Dynamo Moskau verpflichtet. Dynamo gewann 2007 den nationalen Pokal und wurde Vizemeister. Mit Bulgarien belegte Salparow den dritten Rang im World Cup. Danach spielte er wieder in Sofia. Bei den Olympischen Spielen 2008 kam Bulgarien mit Salparow ins Viertelfinale und somit auf den fünften Platz. Die Europameisterschaft 2009 endete für die Nationalmannschaft als Dritter. Anschließend spielte Salparow nochmal ein Jahr bei Dynamo Moskau. Seit 2010 ist er wieder bei ZSKA Sofia. 2012 erreichte er in London mit Bulgarien bei seinem zweiten olympischen Turnier den vierten Platz.